# Eliyahu M. Goldratt
Eliyahu Moshe Goldratt (31 marzo 1947 – 11 giugno 2011) è stato un fisico israeliano.
Goldratt è stato un guru del management aziendale grazie alla formulazione di celebri teorie quali Optimized Production Technology, Theory of Constraints (TOC), Thinking Processes, Drum-Buffer-Rope, Critical Chain Project Management (CCPM) ed altri strumenti derivati dalla TOC.